# Referendum costituzionale in Irlanda del giugno 1992
Il referendum costituzionale in Irlanda del giugno 1992 si tenne il 18 giugno ed ebbe ad oggetto la ratifica del Trattato di Maastricht.
Prevalsero i sì col 57,31%; fu l'undicesimo emendamento della Costituzione irlandese, promulgato il 18 luglio successivo.

## Modifiche del testo
Abrogazione dall'articolo 29.4.3 (testo rimosso in grassetto): Lo Stato può diventare bene membro della Comunità Europea del Carbone e dell'Acciaio (CECA), istituita dal Trattato firmato a Parigi il 18 aprile 1951, della Comunità Economica Europea (CEE), istituita dal Trattato firmato a Roma il 25 marzo 1957 e della Comunità Europea dell'Energia Atomica (CEEA), istituita dal Trattato firmato a Roma il 25 marzo 1957. Nessuna norma di questa Costituzione invalida le leggi adottata dallo Stato per ottemperare agli obblighi comunitari o impedisce alle leggi promulgate, di adeguarsi alle misure adottate dalle Comunità, o da sue istituzioni e fargli avere forza di legge dello Stato.
Articolo 29.4.4: Lo Stato può ratificare il Trattato sull'Unione Europea firmato a Maastricht il 7 febbraio 1992 e può essere membro dell'Unione.
Articolo 29.4.5: Nessuna misura di questa costituzione invalida le leggi adottata dallo Stato per ottemperare agli obblighi comunitari o impedisce alle leggi promulgate, di adeguarsi alle misure adottate dall'Unione europea odalle Comunità, o da sue istituzioni e fargli avere forza di legge dello Stato le leggi promulgate, si comporta fatta come le leggi adottata dallo Stato necessarie per ottemperare agli obblighi comunitari, o impedisce agli atti dell'Unione Europea, dalle istituzioni e dagli enti competenti nell'ambito dei Trattati citati di avere la forza di legge dello Stato
Articolo 29.4.6: Lo Stato può ratificare l'accordo sui brevetti della Comunità elaborati fra gli stati membri delle Comunità e firmati a Lussemburgo il 15 dicembre 1989.

## Risultati
| Preferenza           | Voti      | %     |
| -------------------- | --------- | ----- |
| Sì                   | 1.001.076 | 69,1  |
| No                   | 448.655   | 30,9  |
| Totale               | 1.449.731 |       |
| Schede bianche/nulle | 7.488     | 0,51  |
| Votanti              | 1.457.219 | 57,31 |
| Elettori             | 2.542.840 |       |